# Xã Roubidoux, Quận Texas, Missouri
Xã Roubidoux (tiếng Anh: Roubidoux Township) là một xã thuộc quận Texas, tiểu bang Missouri, Hoa Kỳ. Năm 2010, dân số của xã này là 1.819 người.